# (16766) Righi
(16766) Righi es un asteroide perteneciente al cinturón de asteroides, descubierto el 18 de octubre de 1996 por Vittorio Goretti desde el Observatorio de Pianoro, Bolonia, Italia.

## Designación y nombre
Designado provisionalmente como 1996 UP. Fue nombrado Righi en honor al  físico experimental Italiano Augusto Righi que continuó la investigación de Heinrich Hertz en el electromagnetismo y sirvió de inspiración a su alumno Marconi.

## Características orbitales
Righi está situado a una distancia media del Sol de 2,772 ua, pudiendo alejarse hasta 3,096 ua y acercarse hasta 2,447 ua. Su excentricidad es 0,117 y la inclinación orbital 9,529 grados. Emplea 1685 días en completar una órbita alrededor del Sol.

## Características físicas
La magnitud absoluta de Righi es 13,2. Tiene 6,258 km de diámetro y su albedo se estima en 0,197.